# Secrets of angels
Secrets of angels is een studioalbum van de Britse rockband Karnataka. 

## Inleiding
Het vorige studioalbum The gathering light dateerde alweer van 2010. Door de vele personele wisselingen was dit pas hun vijfde studioalbum sinds 1998, centrale persoon was Ian Jones, maar ook dit album kreeg nieuwe musici. De bij het vorig album geprezen Lisa Fury was alweer weg en Hayley Griffiths was de nieuwe zangeres. 
Het album is opgenomen in de Real World Studio van Peter Gabriel en de Quadra Recording Studio in Londen. De muziek bestaat uit progressieve rock met lange melodielijnen vermengd met Keltische folk. Na het uitbrengen volgde een promotietournee, waarbij de band ook Cultuurpodium Boerderij in Zoetermeer (april 2016) aandeed. Daarna werd het weer jaren stil. In 2019 volgde het album No ordinary world (Chasing the Monsoon met Lisa Fury), 2021 met Agnieszka Swita Dark horizons (Illuminae). Pas in 2023 werd Karnataka weer actief met Requiem for a dream met opnieuw een nieuwe zangeres.

## Musici
- Hayley Griffiths – zang
- Ian Jones – basgitaar, toetsinstrumenten, baspedalen, programmeerwerk, zang
- Enrico Pinna – gitaar, zang
- Çağrı Tozluoğlu – toetsinstrumenten, programmeerwerk
- Jimmy Pallagrosi – slagwerk, percussie

Met
- Troy Donockley – uilleann pipes en fluitjes
- Seána Davey – harp
- Rachel van der Tang – cello
- Clive Howard – altviool
- Lynn Cook - viool

## Muziek
| Nr. | Titel                                                 | Duur  |
| --- | ----------------------------------------------------- | ----- |
| 1.  | Road to Cairo (Jones)                                 | 5:27  |
| 2.  | Because of you (Jones, Tozluoğlu, Griffiths)          | 4:53  |
| 3.  | Poison ivy (Jones, Griffiths)                         | 4:15  |
| 4.  | Forbidden dreams (Jones, Griffiths, Tozluoglu, Pinna) | 5:49  |
| 5.  | Borderline (Jones, Griffiths)                         | 6:20  |
| 6.  | Fairytale lies (Griffiths, Watkins)                   | 4:59  |
| 7.  | Feels like home (Jones, Griffiths)                    | 7:06  |
| 8.  | Secrets of angels                                     | 20:01 |

Secrets of angels is een epic, dat in de volgende delen uiteenvalt: The temptress (Jones, Griffiths), Crimson (Jones, Griffiths), Last dawn (Jones, Griffiths), The battlefield (Tozluoğlu), Requiem for life (Jones), In the name of God (Jones) en Secrets of angels (Jones, Griffiths, Lewis).